# Una donna dell'era Showa
Una donna dell'era Showa (昭和一代女?, Shōwa ichidai onna) è un manga scritto da Ikki Kajiwara e disegnato da Kazuo Kamimura. Fu pubblicato in Giappone a cavallo tra il 1977 e il 1978 sulla rivista Apache e in seguito raccolto in un volume tankōbon.

## Trama

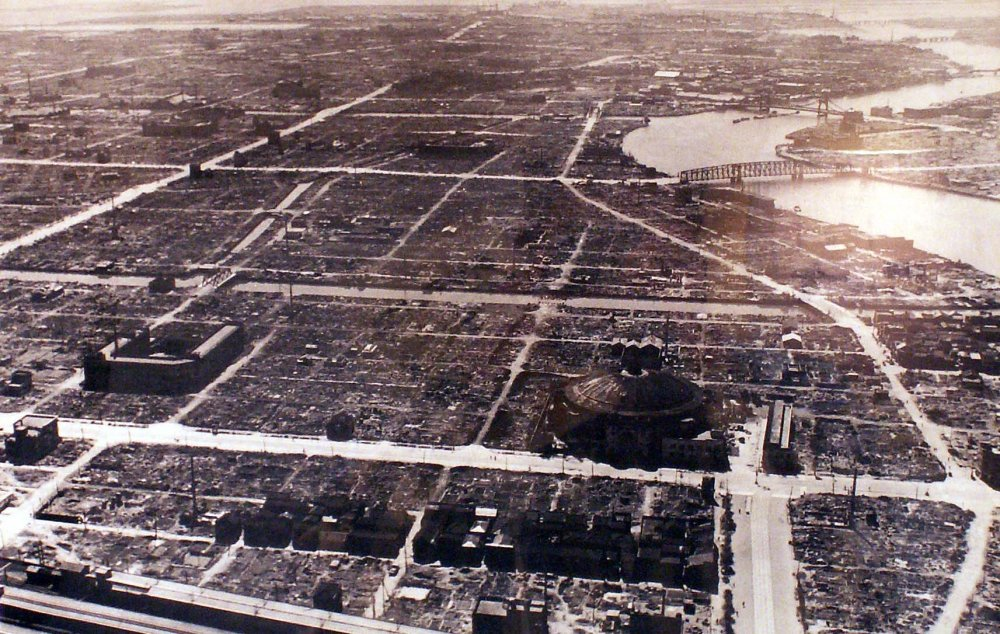
La devastazione lasciata dal bombardamento del marzo 1945 a Tokio.

Protagonista del fumetto è la piccola Shoko Takano, uno dei tanti orfani del Giappone dell'immediato dopoguerra del secondo conflitto mondiale. La bellissima ragazza, nata da un critico ribelle e una famosa geisha di Yanagibashi, rimane presto orfana di entrambi i genitori. Sua madre, indebolita delle torture estorsive perpetrate dal regime totalitario di estrema destra, muore durante i bombardamenti di Tokio del 1945 mentre suo padre risulta latitante. Shoko per sopravvivere è costretta a diventare una vagabonda e a vivere covando dentro di sé un sentimento di vendetta contro i responsabili della morte della madre. Diventata il capo di una banda di teppistelli, anche essi orfani di guerra, e viene ben presto arrestata e inviata in un centro di riabilitazione. Qua la ragazza deve far fronte a ricorrenti episodi di bullismo da parte delle compagne e degli stessi istruttori. Nonostante il rapporto conflittuale con il padre, ritenuto responsabile dell'abbandono della madre, Shoko cerca di vendicarlo ma viene stuprata nel tentativo di farlo. La ragazza diventa una bellissima donna e un geisha di successo. Nonostante diverse relazioni amorose non riuscirà mai a dar vita a una relazione stabile.

## Contesto storico

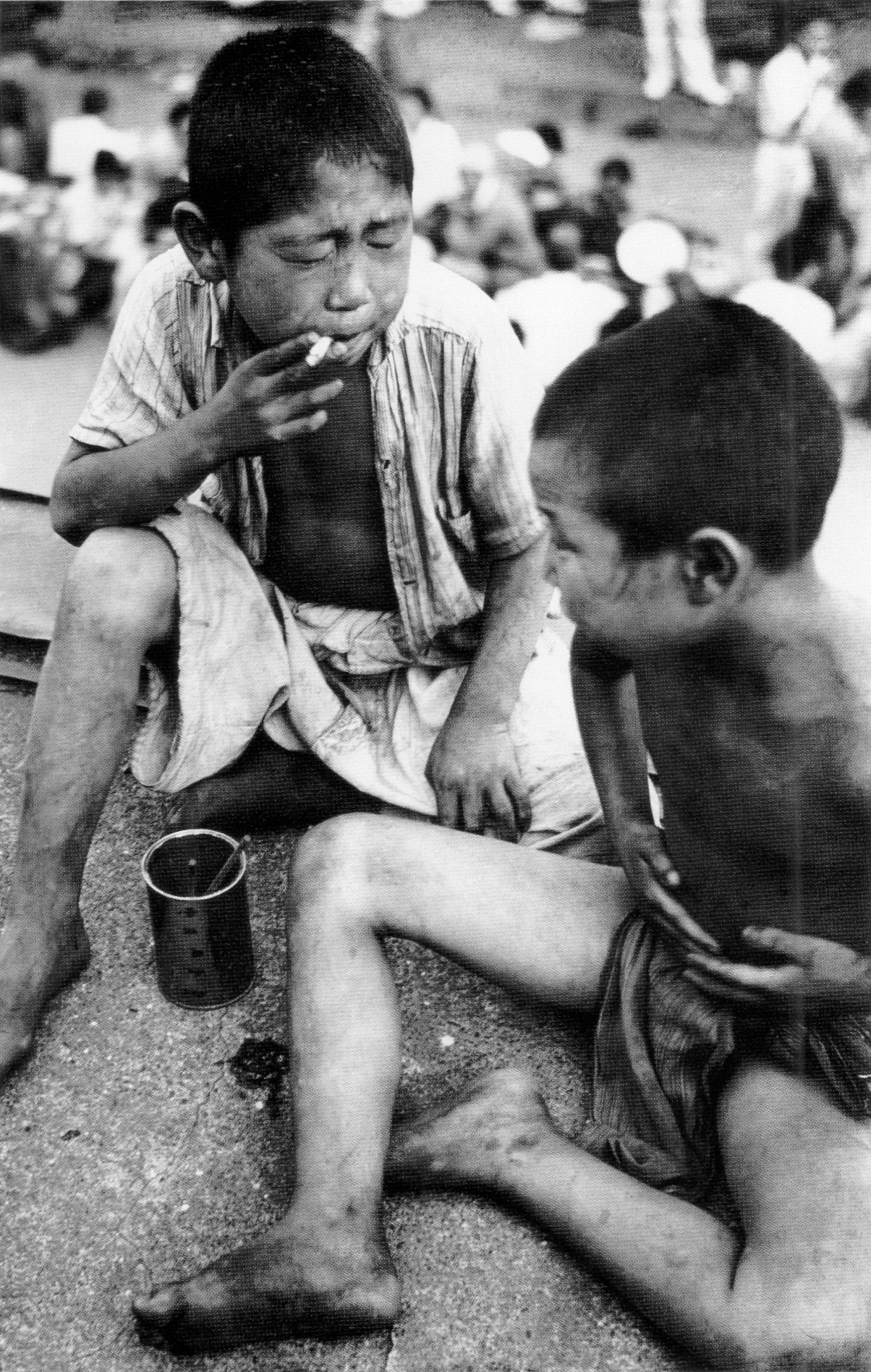
Orfani di guerra nel quartiere di Ueno.

La madre di Shoko morì sotto i bombardamenti che colpirono il territorio giapponese dall'aprile 1942. Fino alla fine della guerra, nell'agosto 1945, l'esercito americano effettuò più di cento campagne di bombardamento sull'intero arcipelago giapponese. Tra questi, l'attacco dei bombardieri B-29 all'alba del 10 marzo 1945 fu uno dei più letali: più di 38.000 bombe incendiarie furono sganciate a pioggia su moltissimi quartieri di Tokyo, causando numerosi incendi.
All'interno del racconto, proprio nel bel mezzo del raid aereo, Shôko e sua madre indossano solo un cappuccio durante la fuga per proteggersi dalle fiamme. Su questa tela improvvisata veniva cucito un quadratino di stoffa su cui erano incisi il nome e il gruppo sanguigno del suo proprietario. Questa etichetta permetteva soprattutto di identificare i morti. 
In una notte più di 100.000 persone persero la vita e la città si trasformò in un immenso campo di ceneri e scheletri carbonizzati. Le vittime di questi bombardamenti furono mogli, figli, genitori e nonni dei soldati che erano andati al fronte e che avevano lasciato loro la cura della casa.
Ulteriore conseguenza di questi bombardamenti furono gli oltre 120.000 orfani di guerra, di cui 30.000 sarebbero diventati vagabondi, vagando per le strade a mendicare il cibo e vivendo in condizioni deplorevoli. A quel tempo, gli orfani erano prevalentemente maschi, ma c'era un piccolo numero di ragazze. Molti di loro non conoscevano la loro età o il loro nome, e solo quando entravano nei centri di riabilitazione si scopriva durante la visita medica che alcuni erano in realtà ragazze. Glki orfani e gli sfollati erano soliti rifuggiardi nei pressi delle rovine della stazione di Ueno e nell'omonimo quartiere. Ueno era anche il nome il nome del mercato nero che fioriva all'epoca. Per sopravvivere, furti di ogni tipo erano all'ordine del giorno. È proprio al mercato nero di "Nogami" (野上 letto al contrario in giapponese si legge Ueno, 上野) che Shôko ruba una mela.

## Scrittura e stile

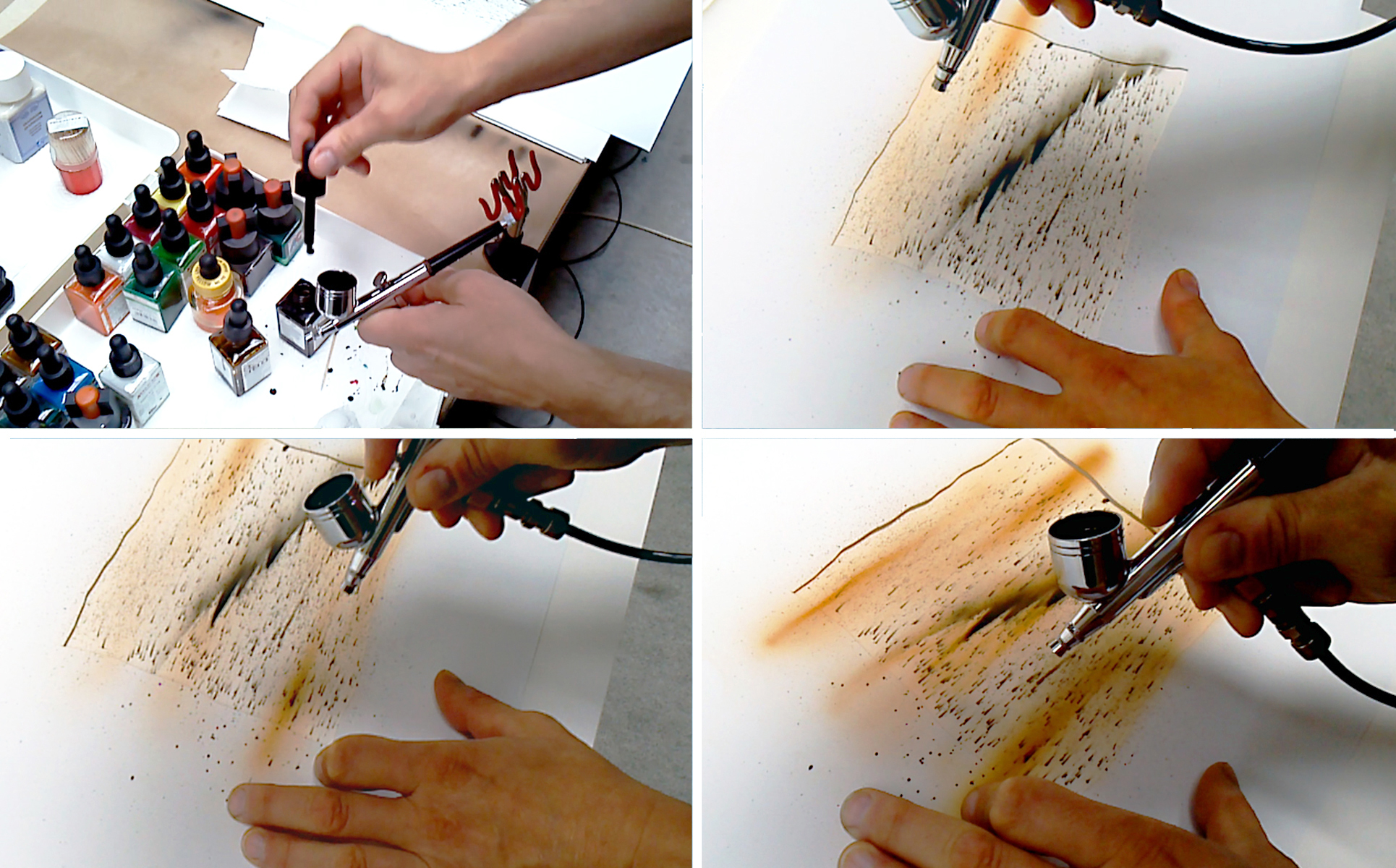
Kamimura iniziò nell'estate del 1975 a produrre diverse opere a colori utilizzando l'aerografo, strumento che viene utilizzato per spruzzare vernici nebulizzandole tramite aria compressa. Viene usato in lavori di precisione per produrre linee molto sottili, campiture di colore uniformi e toni sfumati.

Kajiwara, nel comporre la trama delle sue opere, non di rado prende ispirazione da episodi della sua vita. Durante gli anni del college, Kajiwara trascorse tre anni in un centro di riabilitazione per aver ferito uno dei suoi compagni. La permanenza in un centro di riabilitazione è un'esperienza che lo accomuna anche alla protagonista di questo manga, Shōko. Secondo il critico Shinako Matsumoto le figure del padre di Shōko, Sōsuke Takano, e dello scrittore tormentato Yazaki sono state ispirate molto probabilmente al padre del mangaka, un impiegato di una casa editrice la cui rivista da lui curata dovette subire la censura statale durante la guerra. Persino la protagonista dell'opera farebbe riferimento ad una ragazza effettivamente incontrata da Kajiwara per sua stessa ammissione: "ho cercato di descriverla nel modo più vivido possibile a Kamimura in modo che potesse disegnarla".
Kamimura mise in immagini la storia di Kajiwara con il suo caratteristico stile, semplice e teatrale allo stesso tempo. Secondo il redattore della rivista Yuri Kōichi, Kajiwara vendendo per la prima volta le tavole del mangaka avrebbe esclamato: "È come stare sul palcoscenico di un teatro!". Faceva riferimento della scena descritta nella terza pagina in cui, a tarda sera, Shōko gioca a pallone in attesa del ritorno del padre. Secondo il critico Shinako Matsumoto questa attenzione alla costruzione scenografica della scena deriverebbe dal fatto che, quando era studente, Kamimura creasse scenografie per la compagnia Haiyûza. Lo stile caratteristico di Kamimura trova in quest'opera una diversa declinazione, data anche dalla sua esigenza di sperimentare con le tecniche grafiche. Kamimura iniziò nell'estate del 1975 a produrre diverse opere a colori utilizzando l'aerografo. Kamimura apprezzava particolarmente questa nuova tecnica espressiva. Harumi Yamaguchi, responsabile della copertina della rivista Apache, è stata una pioniera di questa tecnica. Sei capitoli su tredici capitoli iniziano con una sezione a colori di cinque pagine. Alcune delle illustrazioni a colori dell'edizione giapponese di Una donna dell'era Showa sono state ricolorate secondo le intenzioni originali di Kamimura per l'edizione giapponese del 2011.

## Storia editoriale
Unica opera nata dalla collaborazione tra Ikki Kajiwara e Kazuo Kamimura, Una donna dell'era Showa fu serializzata per la prima volta nel 1977 sulla rivista Apache. La rivista bimestrale Apache, pubblicata per la prima volta il 23 luglio 1977 da Kōdansha, voleva essere il nuovo magazine di informazione visiva incentrato su fotografia, illustrazione e gekiga, sotto lo slogan: "Il lato selvaggio dell'intrattenimento". La rivista durò solamente tredici numeri, venendo chiusa il 23 gennaio 1978. Fu Teruo Miyahara, editore della rivista, a dare vita a questa collaborazione non scontata tra i due mangaka.
L'opera fu pubblicata l'anno seguente, dalla stessa Kōdansha, in volume unico. Quella del 1978 rimase per molto tempo l'unica edizione disponibile dando all'opera la connotazione di "capolavoro fantasma" per via della sua poca reperibilità. L'opera venne ristampata in seguito dopo trentatré anni in una versione completa a colori, pubblicata il 30 agosto 2011 dalla Fukkan.com . Quest'ultima edizione giapponese, contenente le tavole originali a quattro colori di Kamimura, è stata ripubblicata per la prima volta fuori dal Giappone dalla casa editrice francese Kana nel 2017. L'edizione italiana della J-Pop, pubblicata nel 2022, è stata tradotta dall'edizione francese.